# Channamuddenahalli, Tumkur
Channamuddenahalli là một làng thuộc tehsil Tumkur, huyện Tumkur, bang Karnataka, Ấn Độ.